# Pusiola zelleri
Pusiola zelleri är en fjärilsart som beskrevs av Hans Daniel Johan Wallengren 1863. Pusiola zelleri ingår i släktet Pusiola och familjen björnspinnare. Inga underarter finns listade.